# Eilean Choraidh
Eilean Choraidh är en ö i Storbritannien.   Den ligger i kommunen Highland och riksdelen Skottland, i den norra delen av landet, 800 km norr om huvudstaden London. Arean är 26,0 kvadratkilometer.
Terrängen på Eilean Choraidh är mycket platt. Öns högsta punkt är 19 meter över havet. Den sträcker sig 1,4 kilometer i nord-sydlig riktning, och 0,8 kilometer i öst-västlig riktning.  Trakten runt Eilean Choraidh består i huvudsak av gräsmarker.